# Нелін Андрій Валерійович
Андрій Валерійович Нелін (нар. 17 липня 1991, Суми, УРСР) — український футболіст, захисник клубу «Вікторія» (Миколаївка).

## Життєпис
Вихованець київського «Динамо». Окрім динамівської команди у ДЮФЛУ виступав також за «Зміну» (Суми), «Арсенал» (Київ) та «Іллічівець».
Професіональну кар'єру розпочав в «Іллічівці-2», у футболці якого дебютував 15 серпня 2007 року в нічийному (1:1) домашньому поєдинку 4-о туру групи Б Другої ліги проти «Шахтаря-3». Андрій вийшов на поле в стартовому складі та відіграв увесь матч. Того сезону за другу команду «іллічів» зіграв 27 матчів у Другій лізі. З 2008 по 2010 рік виступав за дубль «Дніпра», у футболці якого зіграв 44 матчі.
У 2011 році виступав в аматорському чемпіонаті України за краматорський «Авангард» (7 матчів, 1 гол) та маріупольський «Портовик». Наступного року перейшов до «Жемчужини», в аматорському чемпіонаті України зіграв 4 матчі та відзначився 1 голом. У складі ялтинців дебютував у Другій лізі 21 липня 2012 року в програному (0:1) домашньому поєдинку 2-о туру групи Б проти криворізького «Гірника». Нелін вийшов на поле на 14-й хвилині, замінивши Андрія Пісного. У складі «Жемчужини» зіграв 21 матч у Другій лізі та 3 поєдинки у кубку України.
Під час зимової перерви сезону 2012/13 років підсилив «Гірник-спорт». Дебютував за клуб з Комсомольська 13 квітня 2013 року в переможному (4:0) виїзному поєдинку групи 4 Другої ліги проти «Севастополя-2». Андрій вийшов на поле в стартовому складі та відіграв увесь матч. У сезоні 2013/14 років допоміг «Гірник-спорту» виграти Другу лігу чемпіонату України. Декілька разів потрапляв до символічних збірних туру за версією інтернет-видань UA-Футбол та Football.ua. У футболці клубу з Горішніх Плавнів зіграв 76 матчів, ще 1 поєдинок провів у кубку України. Наприкінці листопада 2015 року залишив «Гірник-спорт».
У 2016 році захищав кольори «Самбора» в чемпіонаті Львівської області. Сезон 2016/17 років розпочав у складі «Вікторії» (Миколаївка) з аматорського чемпіонату України.

## Досягнення
«Гірник-спорт»
- Друга ліга чемпіонату України
  -  Чемпіон (1): 2013/14